# Nihon Nōyaku
Die Nihon Nōyaku K.K. (jap. 日本農薬株式会社, Nihon Nōyaku Kabushiki-gaisha, wörtlich: „Japanische Agrochemie AG“, engl. Nihon Nohyaku Co., Ltd.) ist ein Hersteller von Pflanzenschutzmitteln und Teil der Furukawa Group. Nihon Nōyaku war auf dem Gebiet der Insektizidforschung weltweit führend. Die Firma Nihon Tokushu Noyaku Seizo, welche Imidacloprid entdeckte, ist heute als Nippon Bayer Teil der Bayer AG.

## Geschichte
In den 1920er Jahren entwickelte Furukawa Electric ein Herstellungsverfahren für Bleiarsenat als Nebenprodukt der Kupfergewinnung, welches als erstes modernes Pflanzenschutzmittel in Japan zugelassen wurde. 1928 fusionierten die Agrochemie-Sparten von Asahi Denka Kogyo KK. und Fujii Seiyaku Co., Ltd. zu Nihon Nohyaku.

## Wirkstoffe
Isoprothiolan (Fuji-One), Buprofezin (Applaud), Flutolanil (Moncut), Fenpyroximat (Danitron), Pyraflufen-ethyl (ET-751, OS-159), Tiadinil (V-Get), Tebufenpyrad (Pyranica), Tolfenpyrad, Flubendiamid (Takumi), Metaflumizon (Axel) und Pyrifluquinazon (Colt).